# Klasická filologie
Klasická filologie je filologický obor zabývající se studiem klasické antiky, tedy studiem jazyka, literatury a kulturně-historického kontextu starověkého Řecka a Říma. Základem studia je proto studium klasické latiny a starořečtiny a řecké a římské literatury.
Termín „klasický“ zde odkazuje na svůj původním význam prvotřídní, který označoval vybroušený styl antických autorů. K němu i dalším vyspělým plodům antické civilizace se v pozdějších dobách Evropané opakovaně vraceli a tak se antické dědictví podstatným způsobem podílelo na formování západní kultury.